# Акстел (Канзас)
Акстел (енгл. Axtell) град је у америчкој савезној држави Канзас.

## Демографија
По попису из 2010. године број становника је 406, што је 39 (-8,8%) становника мање него 2000. године.
| Група             | 2000.       | 2010.       |
| Белци             | 430 (96,6%) | 393 (96,8%) |
| Афроамериканци    | 0 (0,0%)    | 0 (0,0%)    |
| Азијати           | 1 (0,2%)    | 0 (0,0%)    |
| Хиспаноамериканци | 7 (1,6%)    | 0 (0,0%)    |
| Укупно            | 445         | 406         |